# Euro B.V.
Een Euro B.V. is een rechtspersoon uit een lidstaat van de Europese Unie die, op grond van het Europese recht van vrijheid van vestiging, wordt gebruikt in een andere lidstaat van de EU. Af en toe wordt gesteld dat het hier een structuur betreft waarin één of meerdere Engelse Limiteds deelnemen in een C.V., maar dit is feitelijk onjuist. Een Euro B.V. hoeft ook niet altijd een Limited te zijn die in Nederland is ingeschreven, het kan net zo goed een Franse S.A.R.L. zijn die haar onderneming in Duitsland drijft.
In de Wet op de formeel buitenlandse vennootschappen die voorzag in de inschrijving van een buitenlandse onderneming, die zich wenste in te schrijven in Nederland, was bepaald dat buitenlandse ondernemingen moesten voldoen aan een volstortingseis.
Met het arrest Inspire Art is door het Europese Hof van Justitie in Luxemburg bepaald, dat de Wet op de formeel buitenlandse vennootschappen in strijd is met de vrijheid van vestiging voor bedrijven binnen de Europese Unie. Op grond van de Europese richtlijn 68/151/EEG van de Raad van de Europese Gemeenschappen, moeten alle vennootschappen binnen de Europese Unie gelijk behandeld worden en mogen geregistreerde ondernemingen uit EU landen zich ook in andere EU-lidstaten inschrijven met behoud van rechtsvormkenmerken.
Dit betekent dat een onderneming uit een EU lidstaat, zoals de Engelse Limited niet meer hoeft te voldoen aan de volstortingseis van de Wet op de formeel buitenlandse vennootschappen als deze zich in wil schrijven in Nederland. Voor ondernemingsvormen buiten de Europese Unie die zich ingevolge de Wet op de formeel buitenlandse vennootschappen in willen schrijven in Nederland geldt de volstorting nog wel.
De Euro BV constructie is in Nederland wettelijk toegestaan, maar wel omstreden: het wordt vaak als dubieus gezien. Vaak worden deze één of twee dagen na de oprichting in het buitenland al ingeschreven in Nederland en wordt de buitenlandse moedermaatschappij slapend (inactief) gehouden en heeft dan ook vaak nog niet eens een bankrekening. Deze worden dan ook vaak enkel en alleen opgericht om te dienen als een aansprakelijke partij, terwijl de wet die de inschrijving mogelijk maakt, eigenlijk was voorzien voor bestaande en actieve bedrijven die internationaal zaken wensen te doen met of via Nederland.